# 神志那仁聖
神志那 仁聖（こうじな じんせい、1987年6月30日 - ）は、大分県大分市出身のフットサル選手である。ポジションはフィクソ。

## 所属クラブ
- 日本文理大学
- フットサル大分2002エスペランサ/バサジィ大分
- 2010年 名古屋オーシャンズ